# Chó vện Tennessee
Chó vện Tennessee (tiếng Anh:Treeing Tennessee Brindle) là một giống chó thuộc nhóm chó Cur. Từ năm 1995, các hồ sơ của nó đã được duy trì thông qua Chương trình Dịch vụ về Giống của Câu lạc bộ Chăm sóc Chó.

## Lịch sử
Sự phát triển của Chó vện Tennessee bắt đầu vào đầu những năm 1960 với những nỗ lực của Reverend Earl Phillips. Vì một mục mà anh ta đang viết trong một tạp chí chó săn, Phillips đã nhận thức được sự tồn tại của những con chó vằn vện thuộc nhóm chó Cur - chó đuổi mồi lên cây phục vụ mục đích săn bắn với những bộ lông màu nâu, các vằn vện tương tự của hổ với sắc màu đen. Ông liên lạc với chủ sở hữu và những người sáng lập, khám phá ra rằng loại hình này được đánh giá cao về khả năng của nó và năm 1967 liên lạc với họ một lần nữa để tạo thành một tổ chức để "bảo tồn và thúc đẩy" Giống chó vện Cur. Hiệp hội tạo giống Chó vện Tennessee được thành lập tại Illinois vào ngày 21 tháng 3. Các cá thể đầu tiên của Hiệp hội được lấy từ nhiều địa điểm khác nhau ở Hoa Kỳ, đặc biệt là ở các vùng núi Ozarks và Appalachian. Các hồ sơ của Chó vện Tennesse đã được duy trì thông qua Chương trình Dịch vụ về Giống của Câu lạc bộ Chăm sóc Chó Hoa Kỳ từ năm 1995.